# Тхерагатха
Тхерагатха (пали: «Стихи (строфы) тхер») — восьмая книга Кхуддака-никаи, представляющая собой сборник коротких стихов и религиозных гимнов просветленных монахов (тхера - это одна из уважительных форм обращения к монаху, махатхера - это монах с большим стажем монашества).
Книга состоит из 264 стихов, сгруппированных в 21 главу и объединяющих 1291 строфу. В этих стихах   повествуется о трудностях и достижениях монахов на пути к Просветлению, о преодолении искушений Мары. Популярностью пользуются такие тексты, как Ангулималатхера-гатха (песнь обращенного бывшего убийцы Ангулималы, 8.16), Анандатхера-гатха (Стих, описывающий скорбь двоюродного брата и сподвижника Будды – Ананды – по случаю ухода Учителя).
Полный перевод на английский язык осуществлён К.Р. Норманом, опубликован ОПТ в 1969 году.
Русские переводы частично публиковались в рамках серии «Библиотека Всемирной литературы» в  1970 году.

## Состав
1. Эканипато
2. Дуканипато
3. Тиканипато
4. Чатуканипато
5. Панчаканипато
6. Чхакканипато
7. Саттаканипато
8. Аттхаканипато
9. Наваканипато
10. Дасаканипато
11. Экадасанипато
12. Двадасанипато
13. Терасанипато
14. Чуддасанипато
15. Соласанипато
16. Висатинипато
17. Тимсанипато
18. Чатталисанипато
19. Паннясанипато
20. Саттхинипато
21. Маханипато